# 西付集乡
西付集乡，是中华人民共和国河北省邯郸市大名县下辖的一个乡镇级行政单位。地处大名县东南，东与河南省南乐县福堪镇为邻，南与河南省南乐县韩张镇交界，西与河南省南乐县谷金楼镇毗邻，北与埝头乡接壤。 辖区面积54.4平方千米。截至2018年末，西付集乡户籍人口为52234人。

## 行政区划
西付集乡下辖以下地区：
西付集村、吉固村、后大江村、前大江村、杨庄村、中大江村、西大江村、未小楼村、赵小楼村、王小楼村、大寨村、小寨村、集北头村、马丰固村、王丰固村、于丰固村、李马陵村、郭马陵村、刘马陵村、江马陵村、文集村、东冯村、朱家村、后杨村、前杨村、韩庄村、杨现村、辛庄村、前鲍庄村、后鲍庄村、后户村、中户村、前户村、西郭将村、东郭将村和中郭将村。